# 寿安公主 (后唐)
寿安公主（?—?），是中国五代十国后唐第二代皇帝明宗李嗣源第十四女。
长兴四年六月十九甲子（933年7月14日），李嗣源封女儿为寿安公主，第十五女封永乐公主。长兴四年九月十九壬戌（933年10月10日），唐明宗李嗣源下诏命令，永宁公主（嫁石敬瑭）进封魏国公主，兴平公主（嫁赵延寿）进封齐国公主；史书没有记载寿安公主是否婚配。